# Tolhuis (Gouda)

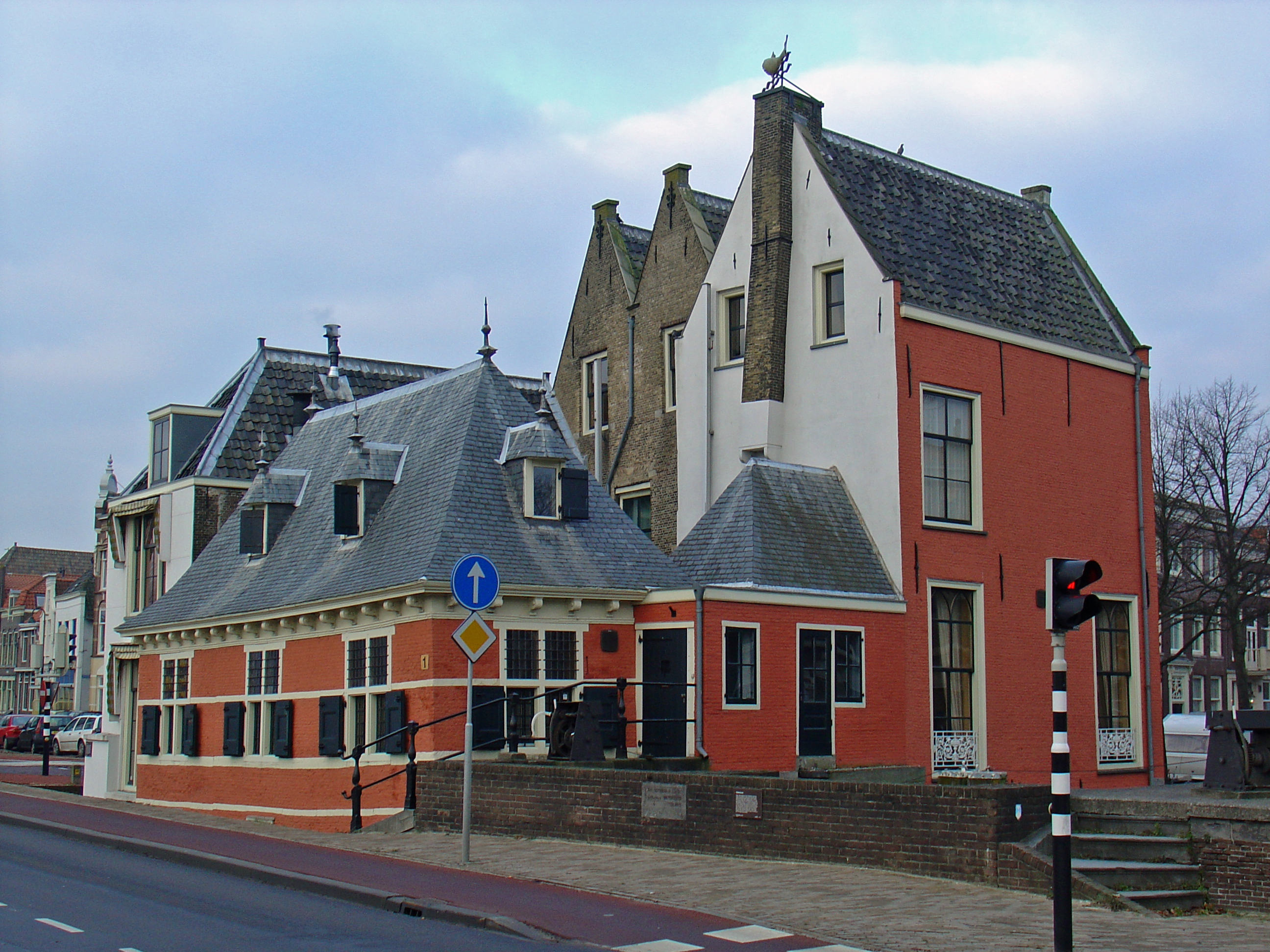
Tolhuis en sluiswachterswoning te Gouda

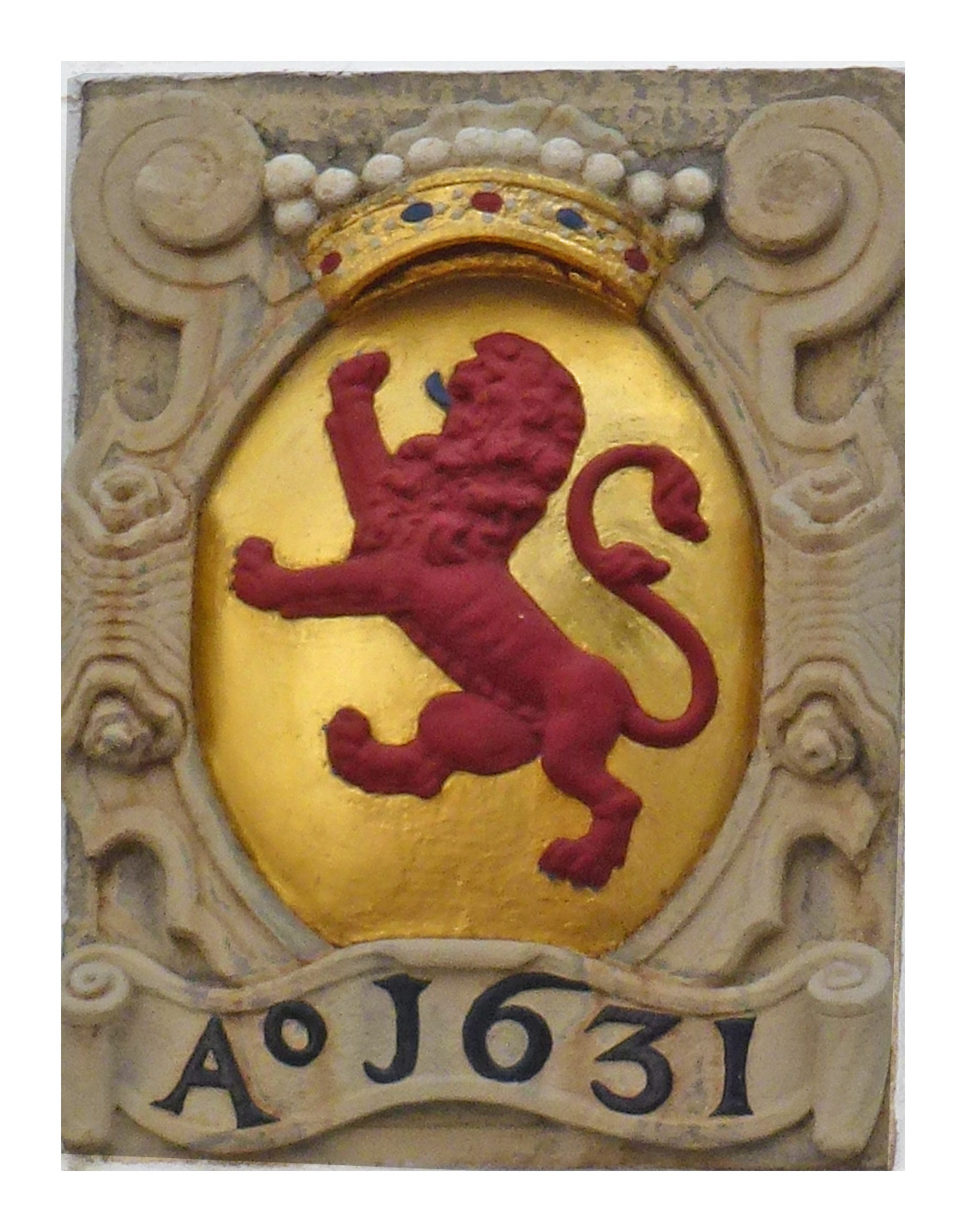
Gevelsteen met leeuw aan de gevel van het Tolhuis

Het Tolhuis te Gouda is gelegen op een strategische plek waar Hollandse IJssel en Gouwe samenvloeien.
Al in 1389 was er sprake van een 'Tollenhuuse' gelegen aan de westzijde van de Haven te Gouda. Omdat de scheepvaartverbinding tussen de zuidelijke en de noordelijke steden in Holland via Gouda plaatsvond was de tolheffing een lucratieve aangelegenheid. De stad Gouda heeft zich dan ook lang verzet tegen andere en snellere verbindingen, zoals via de Hildam, omdat daarmee een belangrijke bron van inkomsten zou komen te vervallen. Niet alleen de tolgelden waren hierbij van belang, maar ook de bestedingen van de schippers tijdens de lange wachttijden in de stad. Het kasteel van Gouda (afgebroken in 1577) gelegen aan de oostzijde van de Haven zorgde voor de noodzakelijke bescherming van het tolhuis. In 1550 werd het Tolhuis aanzienlijk uitgebreid. Op aandringen van Willem van Oranje werd in 1577 de Mallegatsluis gebouwd, waardoor de oorlogsschepen sneller in staat waren Gouda te passeren. Gouda wist ook nu weer te bedingen, dat de koopvaarders wel verplicht bleven om via de Goudse binnenstad te varen. In 1598 verviel deze verplichting, maar voorwaarde was ook toen nog, dat schepen 36 uur voor de stad moesten liggen en er 'armengeld' moest worden betaald.
In 1615 werden ter hoogte van het Tolhuis sluisdeuren aangebracht om het dichtslibben van de Haven tegen te gaan. Uit die tijd stamt ook de - tegen de zuidkant van het Tolhuis gebouwde sluiswachterswoning. Het Tolhuis zelf werd in deze periode aanzienlijk gemoderniseerd, waardoor het ook voor representatieve doeleinden kon worden gebruikt. De bekende rechtsgeleerde Hugo de Groot heeft er in die tijd meerdere malen de maaltijd gebruikt.
Leden van bekende Goudse regentenfamilies (onder andere van der Dussen, Slicher, de Moor van Immerzeel) hebben er de lucratieve functie van tollenaar uitgeoefend en zijn bewoner geweest van het Tolhuis.
De bekende schrijfster Betje Wolff was een regelmatige gast van Bartolomeus de Moor van Immerzeel in het Tolhuis.
Na de komst van de Fransen in 1795 werden de tollen afgeschaft. Het Tolhuis werd eigendom van het rijk en verhuurd aan particulieren. De sluiswachterswoning is sedert 1832 eigendom van de stad Gouda en bleef ook bestemd voor dit doel. In 1837 verkocht het rijk de woning aan een particulier. Het Tolhuis is na die tijd door tal van bekende en minder bekende Gouwenaren bewoond geweest.
In 1938 dreigde de afbraak van het Tolhuis. Acties door de bevolking van Gouda hebben die afbraak weten te voorkomen.
Bij de watersnood in 1953 dreigde het hoge water juist op de plek van het Tolhuis Gouda binnen te stromen. Gouda ontkwam op het nippertje aan een grote ramp. Uiteindelijk heeft dit geleid tot een omvangrijke reconstructie van de Veerstal, waarbij de Haven werd afgesloten en alleen nog maar via een duiker in verbinding staat met de IJssel.
In 1989 en 1990 is het gehele complex (tolhuis en sluiswachterswoning) ingrijpend gerestaureerd, waardoor het pand zijn monumentale karakter heeft weten te behouden.
De restauratie werd bekroond met de Restauratieprijs 1994 van het Nederlands Architectuurinstituut te Rotterdam.

## Galerij, 1937

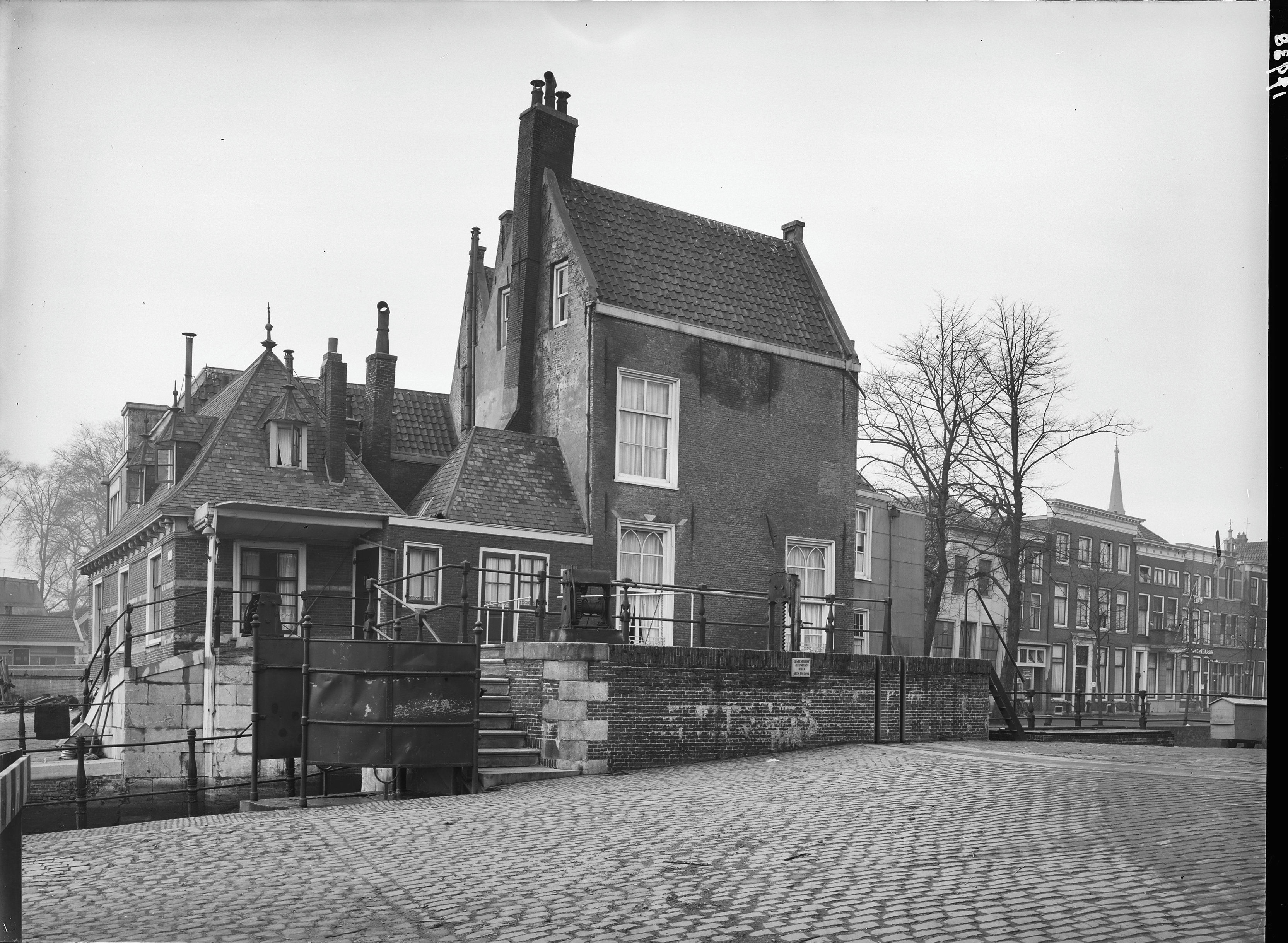
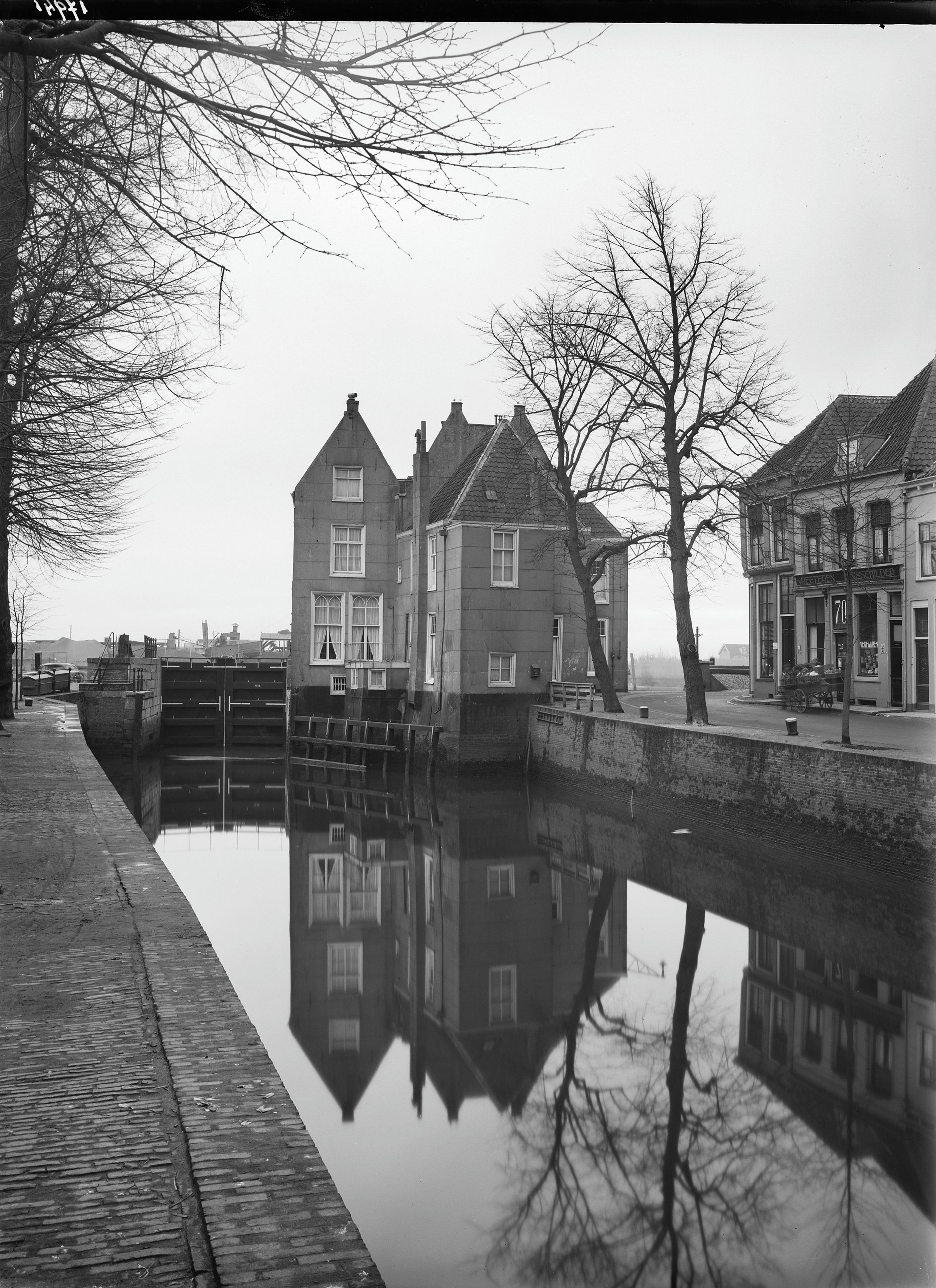
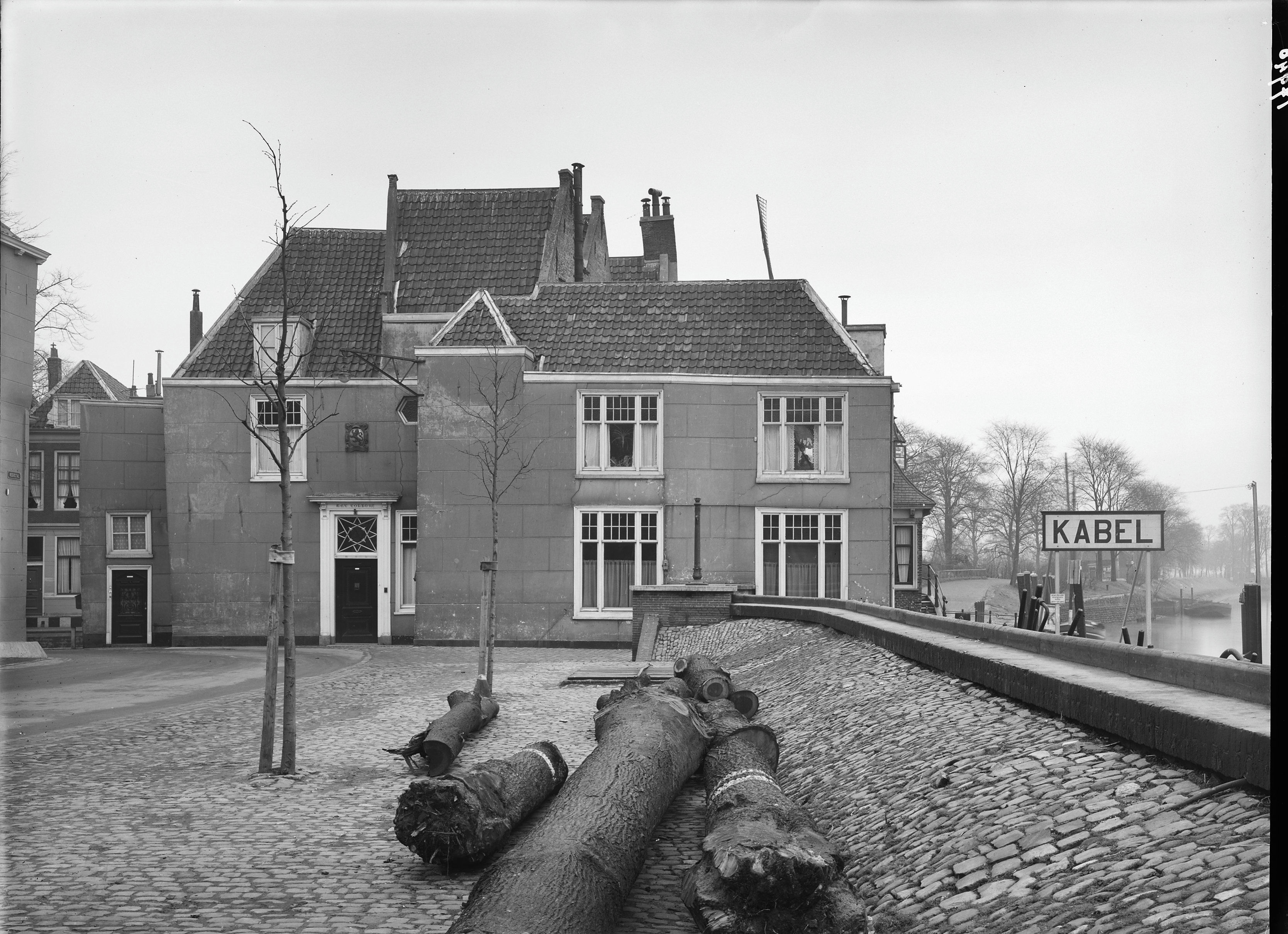